# دوري السوبر الأوغندي 1974
دوري السوبر الأوغندي 1974 (بالإنجليزية: 1974 Uganda National League)‏ هو موسم من دوري السوبر الأوغندي. أشرف على تنظيمه اتحاد أوغندا لكرة القدم، وكان عدد الأندية المشاركة فيه 8، وفاز فيه نادي إكسبريس.